# Ekonomia humanistyczna
Ekonomia humanistyczna – kierunek w ekonomii skupiający swą uwagę na człowieku i potrzebie społecznego dobrobytu, przedkładanego ponad cząstkowe korzyści majątkowe wybranych podmiotów rynku.

## Geneza pojęcia
Źródła teorii ekonomicznych związanych z ekonomią humanistyczną należy poszukiwać u brytyjskiego ekonomisty i myśliciela Ernsta Friedricha Schumachera (1911 – 1977).
Zwolennicy tego kierunku twierdzą, iż ekonomia, która stawia człowieczeństwo na pierwszym miejscu jest przeciwstawna do idei ekonomii głównego nurtu, którą uważają za przedkładającą korzyści majątkowe ponad interesy społeczne.
"Nazwij coś niemoralnym lub szpetnym, niszczącym duszę lub degradującym człowieka, zagrożeniem dla pokoju na świecie lub dla dobrobytu przyszłych pokoleń; jeśli tylko nie udowodniłeś że jest (to) nieekonomiczne, tak naprawdę nie zakwestionowałeś prawa do istnienia, wzrostu i prosperowania (tej rzeczy)." – Ernst Friedrich Schumacher

## Definicja
Ekonomia humanistyczna jest definiowana jako perspektywa, która w dużym stopniu opiera się na psychologii humanistycznej, filozofii moralnej, socjologii humanistycznej i nie mniej ważnym – zdrowym rozsądku. Z bardziej formalnego punktu widzenia, współczesna ekonomia humanistyczna stara się opisać, zanalizować i krytycznie ocenić obecnie panujące (powszechne) społeczno-gospodarcze instytucje i strategie, jak również dostarczyć normatywnych wytycznych do poprawienia ich w kategoriach społecznego (nie tylko ekonomicznego) dobrobytu. Podstawowe potrzeby ludzkie, prawa człowieka, godność człowieka, równość, wolność, ekonomiczna demokracja i ekonomiczne równoważenie (równowaga) stanowią ramy tej nauki.
Ekonomia humanistyczna koncentruje się na ludzkiej aktywności gospodarczej jak na tworze socjalnym i skonstruowanym zgodnie z zasadami altruizmu, a nie tylko jako na indywidualistycznych egoistycznych dążeniach. Często podkreślane jest znaczenie etycznego życia jednostki w aktywnej społeczności lokalnej, nie tylko jako samotnego „wilka” lub odbiorcy kultury masowej i światowej produkcji dóbr.